# Enorma timonensis
Enorma timonensis es una bacteria grampositiva del género Enorma. Fue descrita en el año 2016. Su etimología hace referencia a Timone, el hospital donde se cultivó. Es anaerobia estricta e inmóvil. Tiene un tamaño de 0,58 μm de ancho por 1,32 μm de largo. Forma colonias grises en agar sangre. Temperatura de crecimiento entre 37-45 °C, óptima de 37 °C. Catalasa y oxidasa negativas. Es sensible a  los antibióticos : metronidazol, imipenem, vancomicina, rifampicina y gentamicina. Resistente a penicilina, amoxicilina, ceftriaxona, eritromicina y trimetoprim-sulfametoxazol. Tiene un genoma de 2,3 Mpb y un contenido de G+C de 65,8%. Se ha aislado de las heces de una  paciente con síndrome de Guillain-Barré  en Francia.